# Skok u dalj s mjesta na Olimpijskim igrama
Osvajači olimpijskih medalja u atletskoj disciplini skok u dalj s mjesta, koja se u programu Igara našla u 5 navrata a održavala se samo u muškoj konkurenciji, prikazani su u sljedećoj tablici:
| Olimpijske igre | Zlato                          | Zlato   | Srebro                         | Srebro  | Bronca                  | Bronca |
| Pariz 1900.     | Ray Ewry (SAD)                 | 3,21 m  | Irving Baxter (SAD)            | 3,135 m | Emile Torcheboeuf (FRA) | 3,03 m |
| St. Louis 1904. | Ray Ewry (SAD)                 | 3,48 m  | Charles King (SAD)             | 3,28 m  | John Biller (SAD)       | 3,26 m |
| Atena 1906.     | Ray Ewry (SAD)                 | 3,30 m  | Martin Sheridan (SAD)          | 3,095 m | Lawson Robertson (SAD)  | 3,05 m |
| London 1908.    | Ray Ewry (SAD)                 | 3,335 m | Konstantinos Tsiklitiras (GRČ) | 3,235 m | Martin Sheridan (SAD)   | 3,23 m |
| Stockholm 1912. | Konstantinos Tsiklitiras (GRČ) | 3,37 m  | Platt Adams (SAD)              | 3,36 m  | Benjamin Adams (SAD)    | 3,28 m |